# كريم نزيجييمانا
كريم نزيجييمانا (21 يونيو 1989 ببوجومبورا في بوروندي - ) هو لاعب كرة قدم بوروندي في مركز الدفاع. شارك مع منتخب بوروندي لكرة القدم. أما مع النوادي، فقد لعب مع فيتال أو ونادي الجيش الوطني الرواندي ونادي رايون سبورتس ونادي غور مايا ونادي فيتا ونادي كيوفو سبورت.

## وصلات خارجية
- كريم نزيجييمانا على موقع قاعدة بيانات كرة القدم.إي يو (الإنجليزية)
- كريم نزيجييمانا على موقع ناشيونال فوتبول تيمز (الإنجليزية)
- كريم نزيجييمانا على موقع Soccerway.com (الإنجليزية)